# 海容 (防護巡洋艦)
海容(かいよう、Hai Yung、ピンイン:Hǎiróng)は清国海軍の防護巡洋艦。中国の日清戦争の敗北後、ドイツで建造された海容級防護巡洋艦のネームシップである。海容は速射砲を搭載した小型の防護巡洋艦であり、海容の装備は戦前中国が重視していた威力は高いが発射速度の遅い兵装とは異なるものであった。海容はイギリス海軍のアポロ級防護巡洋艦とイタリア海軍のロンバルディア級防護巡洋艦に類似しており、また、オランダ海軍のホラント級防護巡洋艦をモデルにしている可能性もある。ドイツ海軍も自国のために第一次世界大戦までにガツェレ級小型巡洋艦を始めとし、類似する艦を増やした。
1906年、海容は東南アジアの華僑の状況を調査するために半年間の遠征を行った。海軍の人物の多くは1911年におこった満州王朝を倒した反乱軍へと忠誠を切り替えた。1916年4月23日、海容は中国陸軍の輸送船新裕と舟山諸島南部の東シナ海で衝突した。新裕は沈没し、約1000人の犠牲者を出した。
海容と姉妹艦は革命を生き延びたが、1935年には旧式化し、放棄されていた。日中戦争、南京戦の最中の1937年8月11日、海容級は全て閉塞船として長江で自沈した。